# Охота на оленей курфюрста Фридриха Мудрого
«Охота на оленей курфюрста Фридриха Мудрого» (нем. Hirschjagd des Kurfürsten Friedrich d. Weisen) — картина немецкого живописца Лукаса Кранаха старшего (1472-1553). Создана в 1529 году. Хранится в Музее истории искусств в Вене (инв. №GG 3560).
На картине изображены охотники курфюрст Фридрих III и император Максимилиан I, справа — курфюрст Йон Верный. Так как в 1529 году участники охоты были уже мертвы, картину, по всей видимости, через много лет после охоты в память о событии заказал Йон Верный.
Картина была в императорской коллекции в Праге до 1621 года; с 1894 года хранится в коллекции Музея истории искусств.
На стволе дерева в самом центре есть подпись художника и дата создания — 1529 год; выполнены жёлтой краской.

## Ссылка
- Видеообзор на YouTube. Официальный канал Музея истории искусств (нем.)